# Metaphycus annulipes
Metaphycus annulipes är en stekelart som först beskrevs av William Harris Ashmead 1882.  Metaphycus annulipes ingår i släktet Metaphycus och familjen sköldlussteklar. Inga underarter finns listade i Catalogue of Life.